# Inversion (médecine)

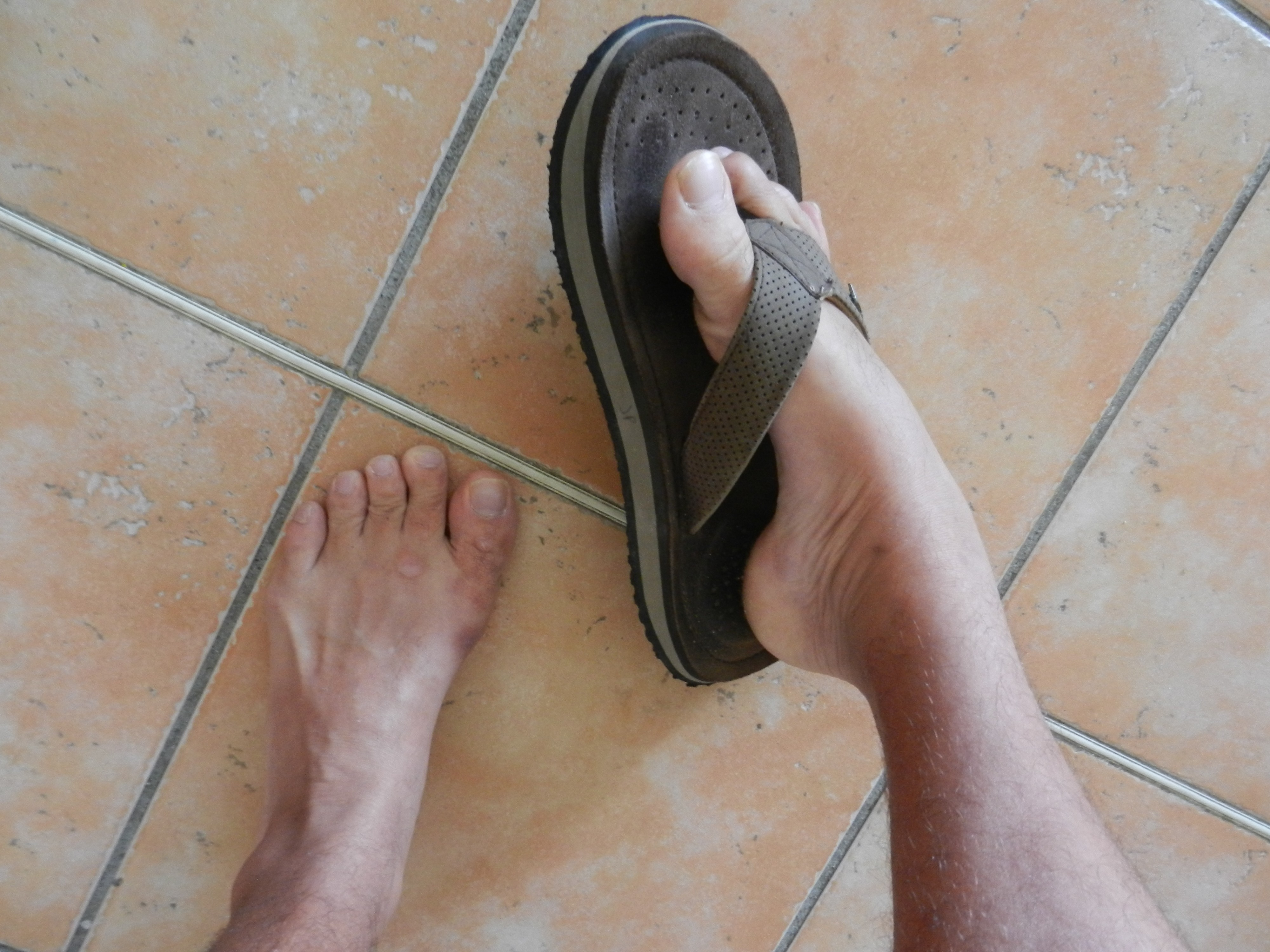
Mouvement d'inversion du pied.

Pour les articles homonymes, voir Inversion.
Le mouvement d'inversion du pied, du latin in (dans) et versio (retournement), est le mouvement complexe qui oriente la plante du pied vers l’intérieur du corps. On le réalise par exemple quand on ramène sa plante de pied face à son visage pour enlever une écharde.

## Description
L’inversion est la combinaison simultanée de trois mouvements de l’arrière-pied et de la cheville, qui sont :
1. supination : soulèvement du bord interne (médial) du pied.
2. adduction : rapprochement des orteils vers l’intérieur du corps.
3. extension (flexion plantaire) : éloignement des orteils de la jambe.

La cheville étant moins mobile que le poignet, la supination et l’adduction sont plus difficilement distinguables que sur une main, d’où parfois la simplification abusive d’inversion en supination.
L’inversion a une amplitude d'environ 30°.

## Anatomie
L’inversion implique l’arrière-pied par les articulations suivantes :
- subtalaire ;
- transverse du tarse (Chopart) :
  - talo-naviculaire ;
  - calcanéo-cuboïdienne.

Les principaux muscles inverseurs sont le muscle fléchisseur commun des orteils, le muscle long fléchisseur de l'hallux (inverseurs par correspondance) et le muscle tibial postérieur (inverseur pur).
Le muscle tibial antérieur n'est pas inverseur : il réalise en effet une flexion au lieu d'une extension au niveau de la cheville malgré ses fonctions adductrices et supinatrices, car il passe en avant de la malléole médiale (ou de la ligne bimalléolaire de manière générale). 

## Pathologies
- Une entorse des ligaments collatéraux fibulaires de la cheville peut survenir en cas d’inversion brutale.

- Le pied bot varus équin est une fixation pathologique du pied en inversion.
- Le pied plat valgus provoqué par la rupture dégénérative du muscle tibial postérieur altère la capacité d’inversion.